# Podpolkovnik (Slovenska vojska)
Podpolkovnik je visoki častniški vojaški čin v uporabi v Slovenski vojski (SV). Podpolkovnik je tako nadrejen majorju in podrejen polkovniku. Ustreza mu mornariški čin kapitana fregate.
Čin je bil prevzet po činu Teritorialne obrambe RS, slednji pa je bil prevzet po istem činu Jugoslovanske ljudske armade.
V skladu s Natovim standardom STANAG 2116 čin spada v razred OF-5.

## Oznaka
Oznaka čina je sestavljena iz treh, med seboj povezanih ploščic. Na večji je lipov list, medtem ko se tudi na dveh manjših oz. ožjih ploščicah tudi po en lipov list.

## Zakonodaja
Podpolkovnike imenuje minister za obrambo Republike Slovenije na predlog načelnika Generalštaba Slovenske vojske.
Vojaška oseba lahko napreduje v čin podpolkovnika, »če je s činom majorja razporejen na dolžnost, za katero se zahteva čin podpolkovnika ter je to dolžnost opravljal najmanj dve leti s službeno oceno »odličen« oziroma najmanj tri leta s službeno oceno »dober««.
Pogoj za napredovanje v čin podpolkovnika pa je še opravljeno višještabno vojaško izobraževanje in usposabljanje, katerega izvaja Poveljniško-štabna šola Slovenske vojske.